# Provincia di Genova
La provincia di Genova (provìnça de Zena in ligure) era una provincia italiana della Liguria di 862 175 abitanti, con capoluogo a Genova.
I confini amministrativi erano a nord con il Piemonte (provincia di Alessandria) e con l'Emilia-Romagna (provincia di Piacenza e provincia di Parma), a sud con il mar Ligure, a ovest con la provincia di Savona e a est con la provincia della Spezia. L'amministrazione provinciale aveva sede dal 1879 presso il palazzo Doria-Spinola a Genova, sede anche della prefettura.
Dal 1º gennaio 2015 la provincia ha cessato di esistere in favore della Città metropolitana di Genova, in attuazione della legge del 7 aprile 2014, n. 56 recante "Disposizioni sulle città metropolitane, sulle province, sulle unioni e fusioni di comuni". Il nuovo ente di secondo livello (al pari delle "nuove" province) ha la funzione di coordinare e supportare l'azione dei 67 comuni del precedente ente provinciale genovese.

## Storia

La Provincia di Genova nel Regno di Sardegna (1859).

### L'istituzione della provincia
La Provincia di Genova venne istituita con la legge Rattazzi del 1859; divenne operativa dal 1º marzo 1860 con la nomina a presidente provinciale dell'avvocato Antonio Caveri.
La provincia nacque sulle ceneri di due distinte province (Genova e Chiavari), raggruppate sotto la giurisdizione della VII divisione di Genova, create nel 1815 con il passaggio dell'area ligure nel Regno di Sardegna. A loro volta queste ultime suddivisioni amministrative ricalcavano i due dipartimenti napoleonici di Genova e degli Appennini (quest'ultimo avente per capoluogo Chiavari).
La provincia era suddivisa in 5 circondari: da ovest ad est i circondari di Albenga, Savona, Genova, Chiavari e Levante.
Nel 1880 avvenne la prima cessione di una parte del territorio provinciale: alla provincia di Alessandria fu ceduto il comune di Pareto.
Il 27 aprile 1875 il decreto reale di Vittorio Emanuele II ufficializzò il nuovo stemma provinciale. Lo stemma venne nuovamente modificato nel 1933 con l'avvento del fascismo aggiungendo a destra il fascio littorio, simbolo del neo stato fascista.

### I confini territoriali

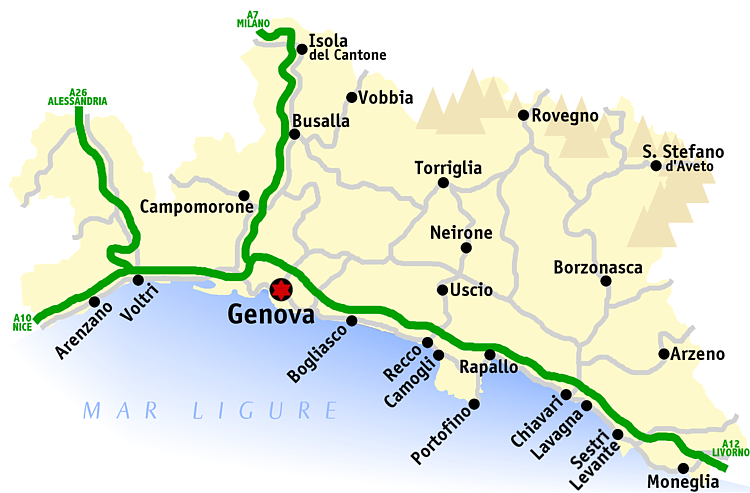
Mappa geografica della soppressa provincia genovese

Alla sua costituzione provinciale rientrarono molti enti comunali che oggi fanno parte di altre province confinanti. Ad ovest Laigueglia e Andora rappresentavano il confine con la Provincia di Porto Maurizio (oggi entrambi nel territorio provinciale savonese) e ad est Castelnuovo Magra, Sarzana e Santo Stefano di Magra confine con la Provincia di Massa-Carrara, annessi poi nel 1923 nella Provincia della Spezia.
Allo stesso tempo, però, altri comuni persero quel legame storico-politico con la provincia genovese: Bosio, Carrosio, Fraconalto, Gavi Ligure, Novi Ligure, Rocchetta Ligure, Vignole Borbera, Voltaggio e tutto l'Oltregiogo e la val Borbera (che formerà la provincia di Novi) andarono a costituire il nuovo territorio dell'istituita Provincia di Alessandria (legge Rattazzi). Ciò causò un'aspra polemica tra le due amministrazioni provinciali, registrando anche tra gli abitanti dei comuni neo alessandrini malumori e scontenti. Secondo la Provincia di Genova il passaggio di amministrazione fu una scelta sbagliata a causa dei legami ed eventi storici che avevano sempre legato questa parte del territorio dapprima con la Repubblica di Genova (circondario di Novi) e con il capoluogo genovese poi.
Addirittura la stessa Deputazione di Alessandria nel 1909, sollecitata dal mandamento di Gavi, espresse il suo parere favorevole alla ricongiunzione dei comuni nell'amministrazione provinciale genovese, ma una riunione provinciale smorzò la richiesta di Gavi e del suo circondario. Un decreto legge datato 8 luglio 1923 stabilì il passaggio alla provincia di Genova dei comuni di Fascia, Fontanigorda, Gorreto, Rondanina e Rovegno, già appartenenti al disciolto circondario di Bobbio della provincia di Pavia. L'episodio alimentò la speranza dei comuni alessandrini di una rapida annessione alla provincia genovese. Su iniziativa dei deputati di Genova venne presentata al Parlamento una proposta di legge con oggetto la riannessione dei "comuni perduti" nella provincia di Alessandria. La legge venne giudicata favorevole dalle Camere, con larga maggioranza a votazione palese, ma giunti alle fasi finali della reale approvazione il segretario del Partito Fascista di Alessandria con il presidente provinciale e i podestà telegrafarono al segretario fascista della sezione di Roma per risolvere la questione "in qualsiasi modo". La richiesta venne ben presto accolta e, con mezzi poco democratici, le urne per la votazione della pratica sparirono dall'aula impedendone di fatto la votazione. I comuni alessandrini non presentarono in seguito altre obiezioni, scegliendo di restare sotto giurisdizione piemontese.

Mappa geopolitica dei 67 comuni della soppressa provincia. In rosso il comune di Genova

Ulteriori cambiamenti e passaggi di amministrazioni provinciali si ebbero sia nel levante ligure che nell'estremo ponente genovese. Il regio decreto del 2 settembre 1923 stabilì la cessione di 30 comuni del mandamento di Chiavari nella nuova Provincia della Spezia, mentre il 15 novembre dello stesso anno il comune di Capraia Isola rientrò nei nuovi confini della provincia di Livorno.
Nel ponente ligure il regio decreto del 2 gennaio 1927 decretò il passaggio degli 87 comuni dei circondari di Savona e Albenga nella neo costituita Provincia di Savona e di Cogoleto in quella genovese. Alla fine del 1927 la Provincia, dai nuovi ordinamenti, risultò avere una superficie territoriale di 1787 km² ed una popolazione di 762 323 residenti in 85 comuni.
Nel 1928 l'unione territoriale dei comuni di Bogliasco con Pieve Ligure (ad oggi due comuni distinti), Sori con Canepa e il passaggio dei 19 comuni genovesi nella Grande Genova modificò ulteriormente l'ordinamento comunale della provincia in 64 municipalità. Le ultime modifiche risalgono al 1932 (passaggio di Urbe in provincia di Savona) e al 1946 (istituzione del comune di Pieve Ligure), lasciando i confini geografici - ad ovest da Cogoleto e ad est da Moneglia - definitivamente tracciati.
Il 31 dicembre 2014 l'ente provinciale genovese è stato definitivamente soppresso per l'istituzione di Genova quale città metropolitana, i cui confini coincidono con la vecchia Provincia di Genova.

### Simboli
Stemma
Lo stemma ufficiale era uguale a quello del capoluogo ma differiva per gli ornamenti esterni e venne approvato con regio decreto del re Vittorio Emanuele II di Savoia del 6 marzo 1872. Dal 1933 al 1943 era presente il capo del Littorio.
Gonfalone
Il gonfalone ufficiale venne concesso con il regio decreto di re Vittorio Emanuele III di Savoia del 31 gennaio 1929.
Bandiera
La bandiera era costituita da un drappo di bianco alla croce di rosso, ma era commercializzata anche una bandiera bianca con lo stemma completo.
In attesa della creazione e deliberazione di un nuovo stemma o logo che rappresenti la Città metropolitana di Genova quest'ultima nei documenti ufficiali utilizza lo stemma già in uso per la provincia genovese. Analogamente l'ente metropolitano utilizza nelle cerimonie pubbliche e nelle manifestazioni che vedono la presenza del gonfalone il medesimo utilizzato dall'ex ente provinciale. Se pur non citato ufficialmente nello statuto provinciale vi è de facto quale simbolo di rappresentanza dell'ente pure il vessillo crociato di San Giorgio, già utilizzato nei secoli dalla Repubblica di Genova e (ufficialmente, come statuto comunale) dal Comune di Genova.

### Onorificenze
Il gonfalone della Provincia di Genova è stato decorato con medaglia d'oro al merito civile per la Resistenza. La medaglia è stata conferita il 16 aprile 2009 e consegnata all'allora presidente della Provincia Alessandro Repetto dal presidente della Repubblica Giorgio Napolitano il 24 aprile 2009.

## Geografia antropica

### Comuni

I comuni della provincia genovese. In rosso, il comune di Genova.

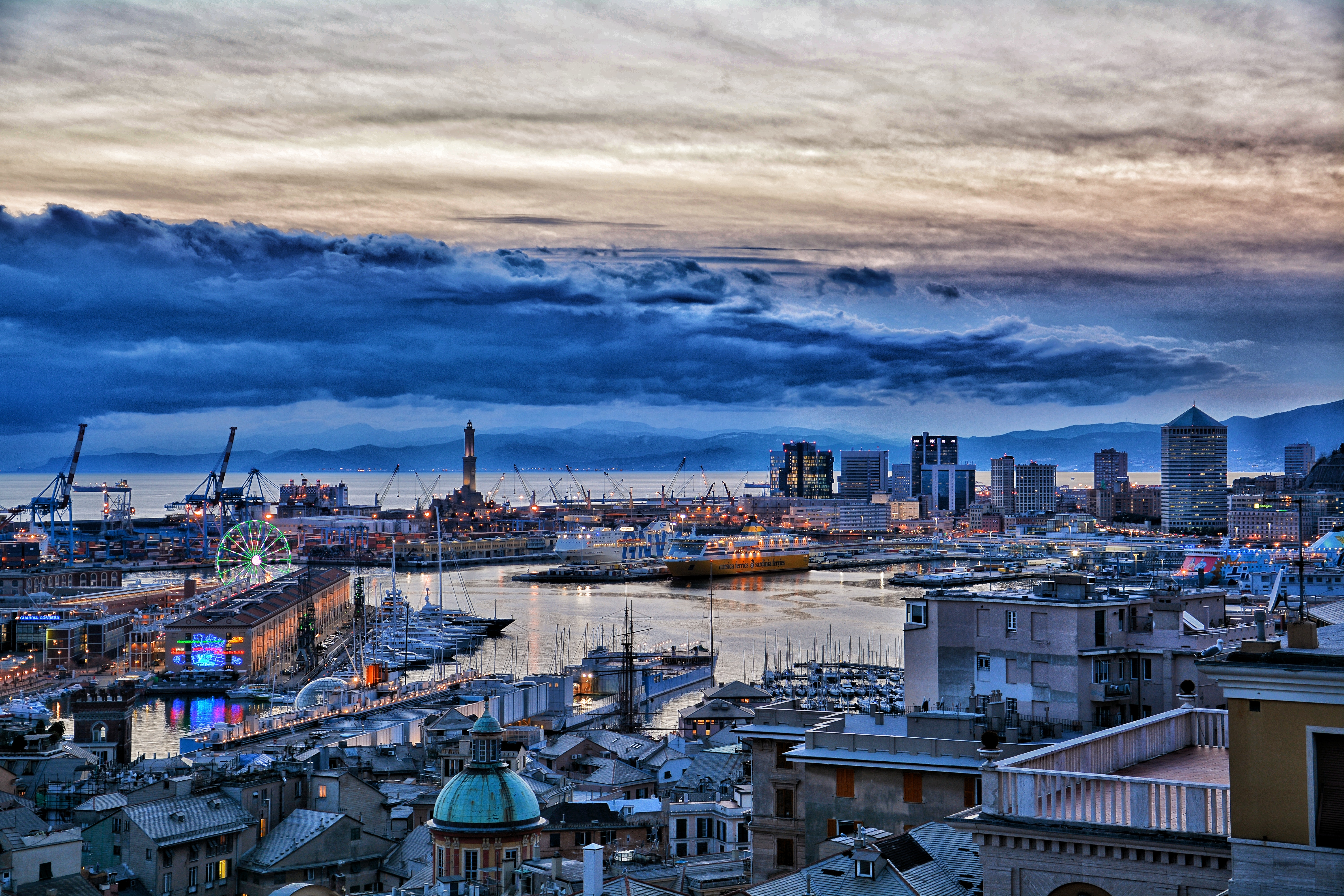
Panoramica della città di Genova

La provincia si suddivideva convenzionalmente in 15 aree geografiche, distinguibili soprattutto dal punto di vista morfologico:
La parte costiera del territorio provinciale era costituito da quattro zone geografiche, dalla Riviera del Beigua (tre comuni), dal comune di Genova (costituita dai precedenti comuni genovesi soppressi nel 1929 e diventati successivamente delegazioni-municipi della città di Genova), dal Golfo Paradiso (sette comuni) e dal Tigullio (otto comuni).
La parte continentale della provincia era costituita dall'alta val Bisagno (due comuni), dalla val Fontanabuona (tredici comuni), dalla val d'Aveto (due comuni), dalla val Graveglia (l'intero territorio comunale di Ne), dalla valle Sturla (due comuni), dalla val Petronio (due comuni), dall'alta val Polcevera (cinque comuni), dall'alta valle Scrivia (nove comuni), dalla valle Stura (tre comuni), dalla val d'Orba (il solo comune di Tiglieto) e dall'alta val Trebbia (otto comuni).
- Arenzano
- Avegno
- Bargagli
- Bogliasco
- Borzonasca
- Busalla
- Camogli
- Campo Ligure
- Campomorone
- Carasco
- Casarza Ligure
- Casella
- Castiglione Chiavarese
- Ceranesi
- Chiavari
- Cicagna
- Cogoleto
- Cogorno
- Coreglia Ligure
- Crocefieschi
- Davagna
- Fascia
- Favale di Malvaro
- Fontanigorda
- Genova
- Gorreto
- Isola del Cantone
- Lavagna
- Leivi
- Lorsica
- Lumarzo
- Masone
- Mele
- Mezzanego
- Mignanego
- Moconesi
- Moneglia
- Montebruno
- Montoggio
- Ne
- Neirone
- Orero
- Pieve Ligure
- Portofino
- Propata
- Rapallo
- Recco
- Rezzoaglio
- Ronco Scrivia
- Rondanina
- Rossiglione
- Rovegno
- San Colombano Certenoli
- Sant'Olcese
- Santa Margherita Ligure
- Santo Stefano d'Aveto
- Savignone
- Serra Riccò
- Sestri Levante
- Sori
- Tiglieto
- Torriglia
- Tribogna
- Uscio
- Valbrevenna
- Vobbia
- Zoagli

#### Comuni onorari
La provincia di Genova riconosceva simbolicamente alcuni comuni onorari in virtù dei legami storici, economici e culturali con il capoluogo ligure. In ordine di riconoscimento, erano:
| Comune             | Provincia    | Comune onorario dal: |
| ------------------ | ------------ | -------------------- |
| Carloforte         | Sud Sardegna | 10 novembre 2004     |
| Voltaggio          | Alessandria  | 12 luglio 2005       |
| Calasetta          | Sud Sardegna | 27 maggio 2006       |
| Sant'Agata Feltria | Rimini       | 4 settembre 2007     |
| Capraia Isola      | Livorno      | 16 novembre 2011     |

### Comunità montane e Unioni di comuni

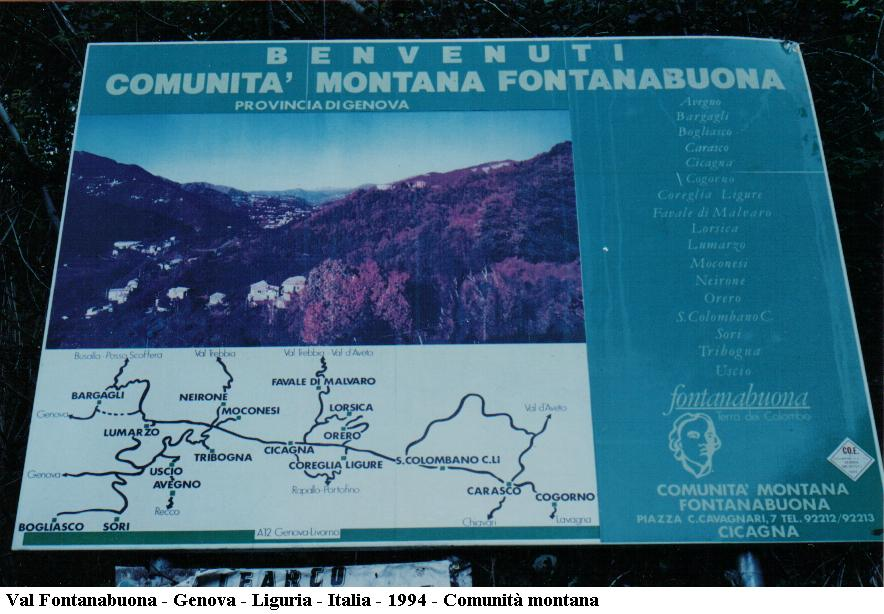
Cartellonistica della Comunità montana Fontanabuona

Le comunità montane nel territorio genovese (e ligure in generale) furono istituite in gran parte nel 1973 dopo il riconoscimento ufficiale delle stesse con la Legge Regionale n. 1102 del 3 dicembre 1971. Da ovest ad est dei confini provinciali nacquero quindi le seguenti e prime entità montane: Comunità montana Argentea, Comunità montana Valli Stura e Orba, Comunità montana Alta Val Polcevera, Comunità montana Alta Valle Scrivia, Comunità montana Alta Val Trebbia, Comunità montana Fontanabuona, Comunità montana Valli Aveto, Graveglia e Sturla, Comunità montana Val Petronio.
Con le nuove disposizioni della Legge Regionale n. 6 del 1978 la comunità montana assumeva, direttamente dalla Regione, le funzioni amministrative in materia di agricoltura, sviluppo rurale, foreste e antincendio boschivo.
Tra il 2009 e il 2010 con la disciplina di riordino delle comunità montane, regolamentate con la Legge Regionale n. 24 del 4 luglio 2008 e in vigore dal 1º gennaio 2009, si attuarono le prime sostanziali modifiche territoriali e dei requisiti di riferimento con le conseguenti soppressioni e/o accorpamenti degli enti montani. Alle nuove disposizioni regionali sopravvissero due comunità montane "storiche" - la Comunità montana Fontanabuona e la Comunità montana Valli Aveto, Graveglia e Sturla - mentre ne furono istituite ex novo o con cambio di denominazione quali la Comunità montana Valli Stura, Orba e Leira e la Comunità montana Valli Genovesi Scrivia e Polcevera.
Conseguentemente alla legge finanziaria statale del 2011 tutte le comunità montane provinciali e regionali vennero definitivamente cancellate (la Liguria fu la seconda regione d'Italia ad attuare tale provvedimento dopo l'analoga iniziativa della capofila Sardegna) con la Legge Regionale n. 23 del 29 dicembre 2010 e in vigore dal 1º maggio 2011.
Sulle fondamenta dell'ex Comunità montana Valli Stura, Orba e Leira nell'aprile 2011 è stata istituita nel ponente genovese l'Unione dei comuni delle Valli Stura, Orba e Leira, la prima realtà associativa tra enti municipali nell'allora provincia di Genova e in Liguria. Nel corso del 2014, poco prima della soppressione della provincia e dell'istituzione della città metropolitana, furono costituite altre sei unioni di comuni, per un totale di sette:
- Unione dei comuni del Golfo Paradiso;
- Unione dei comuni della Valle del Tempo;
- Unione dei comuni delle Valli Stura, Orba e Leira;
- Unione dei comuni dello Scrivia;
- Unione dei comuni montani dell'Alta Val d'Aveto.
- Unione dei comuni montani dell'Alta Val Trebbia;
- Unione dei comuni montani Le Valli dell'Entella.

## Amministrazione

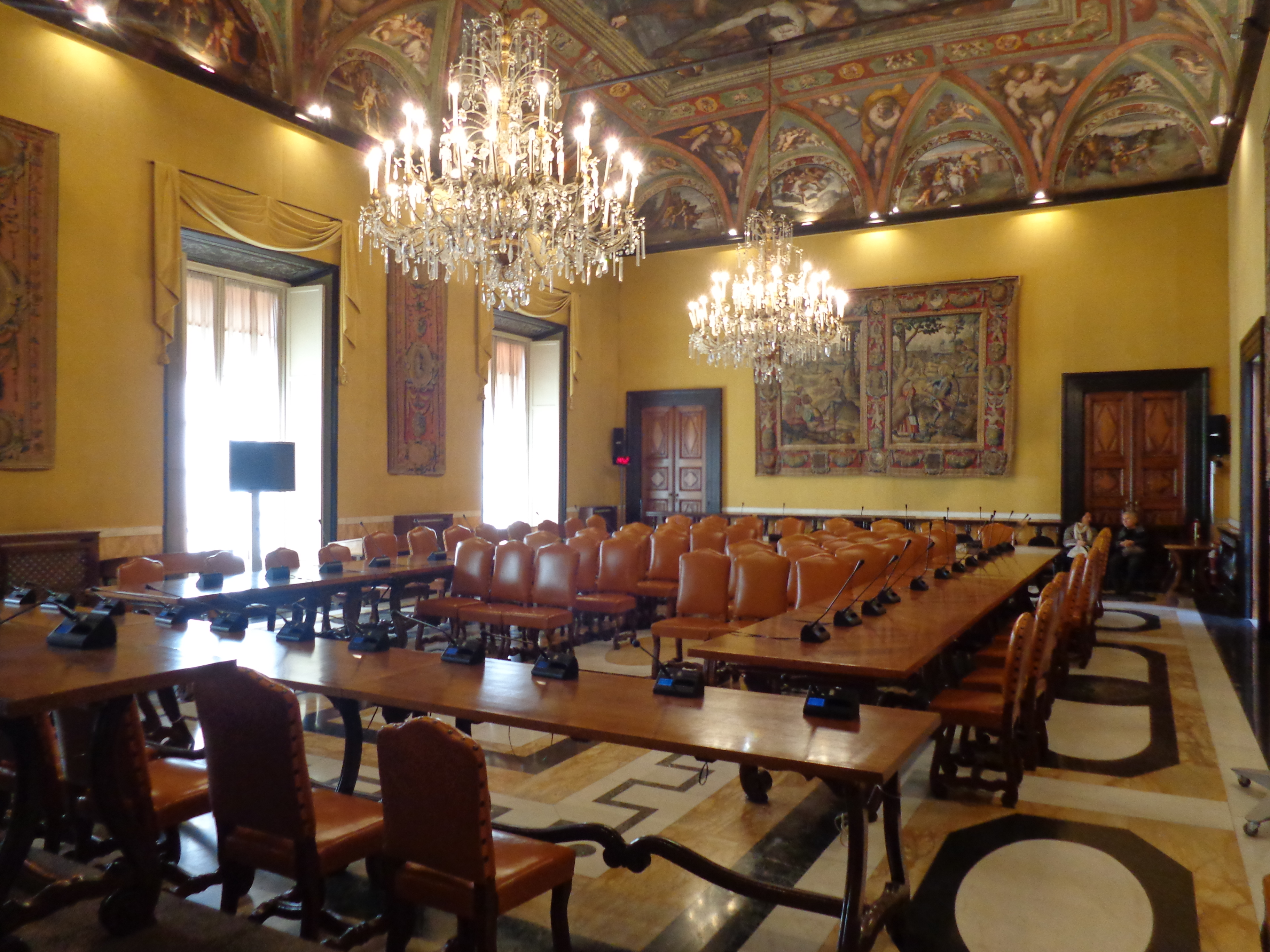
La sala del consiglio metropolitano di palazzo Doria-Spinola

L'amministrazione provinciale aveva sede a Genova, nello storico palazzo Doria-Spinola sito in piazzale Giuseppe Mazzini 2, e sede altresì della prefettura. Oggi il medesimo palazzo ospita la sede della Città metropolitana di Genova e del relativo consiglio metropolitano.

### Giunta e consiglio provinciale
L'amministrazione provinciale prevedeva l'attività del presidente della Provincia che dirigeva sia i lavori della giunta che quelli del consiglio provinciale. Dal 1993 le due attività venivano separate e veniva istituita la figura del presidente del consiglio provinciale eletto tra i componenti del consiglio: primo presidente del Consiglio ad elezione consiliare- dal 1993 al 1997 - è stato Eugenio Pallestrini.
Dal 10 maggio del 2012, con decreto del presidente della Repubblica datato al 9 maggio 2012, venne dichiarato ufficialmente sciolto il consiglio provinciale dopo le dimissioni dell'allora presidente della Provincia Alessandro Repetto (PD) presentate il 18 aprile 2012. Nello stesso decreto firmato da Giorgio Napolitano venne altresì nominato l'ex assessore alla viabilità Piero Fossati, su proposta del ministro dell'Interno Anna Maria Cancellieri, quale commissario straordinario della Provincia di Genova fino alla prevista soppressione di quest'ultima in favore dell'istituzione della Città metropolitana di Genova.
Il 20 febbraio 2014, con sentenza n. 295/2014, il Tar della Liguria aveva annullato il decreto di scioglimento del consiglio provinciale e il conseguente decreto prefettizio di nomina dell'attuale commissario straordinario, accogliendo il ricorso di un ex consigliere provinciale: la sentenza, se confermata, avrebbe avuto come conseguenza amministrativa l'immediata decadenza del commissario e dei sub commissari. Il 6 marzo 2014 il Consiglio di Stato aveva altresì accolto l'istanza di decreto monocratico d'urgenza, sospendendo temporaneamente la sentenza di annullamento pronunciata dal Tar della Liguria e definitivamente l'8 aprile 2014 con la conferma della piena legittimità della nomina e della carica del commissario straordinario Piero Fossati.